# Андреа Киеза
Андреа Киеза (на немски: Andrea Chiesa) е бивш швейцарски пилот от Формула 1.
Роден на 6 май 1964 година в Милано, Италия.

## Формула 1
Андреа Киеза прави своя дебют във Формула 1 в Голямата награда на ЮАР през 1992 година. В световния шампионат записва 10 състезания като не успява да спечели точки. Състезава се за отбора на Фондметал.